# Aa achalensis
Aa achalensis é uma espécie do gênero de plantas pertencentes à família Orchidaceae.
A planta é originária do norte da Argentina, com habitat localizado em florestas montanhosas úmidas em altitudes de 1 500 a 2 500 metros.